# Epiperipatus lewisi
Epiperipatus lewisi är en klomaskart som beskrevs av Ross H. Arnett, Jr. 1961. Epiperipatus lewisi ingår i släktet Epiperipatus och familjen Peripatidae. Inga underarter finns listade i Catalogue of Life.